# Rangia
Rangia (en asamés: ৰঙিয়া ) es una localidad de la India en el distrito de Kamrup, estado de Assam.

## Geografía
Se encuentra a una altitud de 58 m s. n. m. a 59 km de la capital estatal, Dispur, en la zona horaria UTC +5:30.

## Demografía
Según estimación 2010 contaba con una población de 28 831 habitantes.